# ディルノザホン・カッタホノヴァ
ディルノザホン・カッタホノヴァ（ウズベク語: Kattaxonova Dilnozaxon Sobirjonovna) は、ウズベキスタンの政治家であり、2020年からウズベキスタン共和国青年問題庁の第一副長官を務めている。
以前は、ウズベキスタン最大の学生組織である「カマラク子供組織」の議長（2018年〜2020年）を務めた。2021年6月、ウズベキスタン大統領より国家賞「ドゥストリク（友情）」を授与された。また、政治学の博士号（Ph.D.）を取得している。

## 経歴
2014年、ミルゾ・ウルグベク記念ウズベキスタン国立大学を卒業し学士号を取得。2016年には同大学で修士号を取得した。
2014年から2016年まで、「カモロット青年社会運動」中央評議会の社会・法律プロジェクト部門にて主任スペシャリストとして勤務。
2016年から2017年までは、ウズベキスタン女性委員会の国際関係発展および非営利非政府組織支援部門で主任スペシャリストを務めた。
2017年7月5日、青年問題に関する共和国評議会の会議において、ウズベキスタン青年連合中央評議会の副議長に選出された。
2018年から2020年まで「カマラク子供組織」の代表を務めた。
また、2018年よりウズベキスタン大統領直属の国家行政アカデミーで独立研究者として活動しており、2022年3月に政治学博士号を取得した。
2020年7月10日、新たに設立された青年問題庁の副長官に任命され、2023年12月20日には第一副長官に昇進した。

## 受賞歴
彼女は「ズルフィヤ国家賞（Zulfiya State Prize）」の最初の受賞者の一人である。
2020年には、政府機関における有望なリーダー40人の一人、および行政分野における35人の著名な女性のリストに選ばれた。
2021年には、公的機関や大規模な公共団体で活躍する女性40人の中にも選出された。
同年、ウズベキスタン国家警備隊より「精神性の優秀者（Maʼnaviyat aʼlochisi）」メダルを授与され、また、政府直属の民族関係・外国との友好委員会より「民族友好（Xalqlar do‘stligi）」メダルを授与された。
2021年6月30日には、ウズベキスタン大統領から再び「ドゥストリク（友情）」賞を授与された。